# Меллер-Закомельський Микола Іванович
Барон Микола Іванович Меллер-Закомельський (17 жовтня 1813 — 8 вересня 1887, Царське Село) — генерал від інфантерії, генерал-ад'ютант. Правнук генерал-аншефа І. І. Меллер-Закомельського й онук Г. І. Шеліхова.

## Біографія
Син штабс-капітана барона Івана Карловича Меллер-Закомельського (1787—1846) від шлюбу його з Наталією Григорівною Шеліховою (1793—1868). Навчався в Школі гвардійських підпрапорщиків і кавалерійських юнкерів, звідки випущений 8 листопада 1833 року прапорщиком у лейб-гвардії Семенівський полк, де через два з половиною місяці був проведений в підпоручики з призначенням батальйонним ад'ютантом. У листопаді 1837 року призначений виконуючим посаду ад'ютанта до начальника 1-ї гвардійської піхотної дивізії. У грудні 1838 року проведений в поручики, затверджений на посаді ад'ютанта й незабаром повернувся до полку.
У 1842 році проведений в штабс-капітани й відряджений в Окремий кавказький корпус, де вступив до загону М. П. Граббе. У складі цього загону брав участь в Ічкерійській експедиції, відзначився в боях і був нагороджений орденом святої Анни з бантом. Потім перебував у загоні полковника Р. К. Фрейтага при будівництві фортеці Ойсунгур. Після повернення з Кавказу 6 грудня 1845 року проведений в капітани.
Брав участь в Угорському поході 1849 року. 24 травня 1849 року проведений в полковники і 6 грудня призначений командиром 7-го гренадерського Самогітського полку. Під час Кримської війни перебував у складі військ, що охороняли Фінляндію. У 1855 році призначений командувати лейб-гвардії Литовським полком. У день коронації Олександра II 26 серпня 1856 року проведений в генерал-майори.
Під час Польського повстання 1863 року призначений помічником начальника Варшавського гвардійського загону і за відмінності в боях із бунтівниками нагороджений золотою шаблею «За хоробрість» і орденом святої Анни з імператорською короною та мечами.
7 липня 1863 року призначений начальником 3-ї гвардійської піхотної дивізії, 30 серпня проведений в генерал-лейтенанти. 21 вересня 1868 року отримав чин генерал-ад'ютанта. 19 лютого 1877 року призначений командиром 5-го армійського, а 4 березня — 6-го армійського корпусу. 16 квітня 1878 року проведений в генерали від інфантерії та призначений членом Військової ради із зарахуванням по гвардійській піхоті.

## Сім'я
Був одружений на дочці статського радника Софії Михайлівні Кусовниковій (1817 — 28.05.1911). У період служби чоловіка у Варшаві була головою дамського комітету Червоного Хреста. Померла в глибокій старості в травні 1911 року в Царському Селі. У шлюбі мала синів:
- Олександр (1844—1928), генерал від інфантерії, член Державної Ради.
- Микола (14.11.1845—26.11.1846)
- Сергій (1848—1899), генерал-лейтенант.

## Нагорода
- орден святої Анни ІІІ ст. з бантом (1843);
- орден Святого Станіслава І ст. (1859);
- орден Святої Анни І ст. (1861);
- Золота шабля «За хоробрість» (1863);
- імператорська корона до ордену Святої Анни (1864);
- орден Святого Володимира ІІ ст. (1867);
- орден Білого орла (1870);
- Орден Святого Олександра Невського (1874);
- Відзнака за XL років служби (1876).
- орден Залізної Корони І ст. (1870);
- орден Леопольда І ст. (1878);
- орден Червоного орла І ст. (1878).